# Vinegar Joe
Vinegar Joe — британская рок-группа, образовавшаяся в 1971 году в Лондоне, Англия, и соединившая в своем творчестве элементы рока, ритм-энд-блюза, кантри и соул. Отличительной чертой стиля Vinegar Joe был эффектный вокальный дуэт Элки Брукс и Роберта Палмера.

## История группы
Секстет был образован из участников рок-оркестра Dada, по предложению непосредственно Криса Блэквелла, руководителя Island Records, который решил таким образом создать британскую альтернативу заокеанским группам «южного рока» — The Allman Brothers Band и Wet Willie.
Ядро коллектива составили Элки Брукс (вокал), Роберт Палмер (гитара, вокал), Пит Гейдж (гитара, фортепиано) и Стив Йорк (бас-гитара, гармоника), с которыми выступали и записывались многочисленные приглашённые музыканты — в частности, клавишники Тим Хинкли и Майк Дикон; барабанщики Конрад Исадоре, Киф Хартли, Джон Вудс, Пит Гевин, Алан Пауэлл.
В течение двух лет Vinegar Joe записали три студийных альбома и приобрели солидную концертную репутацию благодаря впечатляющим выступлениям, которые привлекали большую аудиторию и восторженно оценивались музыкальными критикой. Ни то, ни другое, однако, не сказалось на альбомных тиражах, и в 1973 году группа распалась.
Роберт Палмер начал сольную карьеру, став в 1980-х годах респектабельным и коммерчески успешным поп-рок-исполнителем. Признание на поп-сцене (с более традиционной музыкой джазового оттенка) снискала и Элки Брукс; Пит Гейдж продолжил сотрудничество с ней в качестве аранжировщика.

## Дискография

### Альбомы
- Vinegar Joe — Island (UK), Atco (U.S.) 1972 (re-issued on Lemon)
- Rock’n Roll Gypsies — Island (UK), Atco (U.S.) 1972
- Six Star General — Island (UK), Atco (U.S.) 1973

## Состав
- Элки Брукс — вокал
- Роберт Палмер — гитара, вокал
- Пит Гейдж — гитара, фортепиано
- Стив Йорк — гитара, гармоника
- Джим Маллен — гитара
- Дэйв Томпсон — клавишные
- Дэйв Брукс — тенор сакс
- Майк Дикон — клавишные
- Киф Хартли — ударные
- Джон Вудс — ударные
- Пит Гевин  — ударные
- Роб Тейт — ударные
- Гаспер Лоуолл — перкуссия